# ГКПП Илинден – Ексохи
Граничният контролно-пропускателен пункт Илинден – Ексохи (на гръцки: Συνοριακή Διόδος Εξοχή – Ιλινδεν), наречен и ГКПП Гоце Делчев – Драма е разположен на българско-гръцката граница близо до пиринските села Илинден (до 1951 Либяхово) от българската страна на границата и отвъд нея с. Възмен (прекръстено в 1927 г. на Екзохи). През 1995 година е подписано българо-гръцко междуправителствено споразумение за изграждане и откриване на нови три гранични контролно-пропускателни пункта: Гоце Делчев – Драма (Илинден – Ексохи, действащ), Рудозем – Ксанти (пътят от българска страна е готов от 2010 г., но от гръцка до 2013 г. все още не е завършен ) и Кърджали – Гюмюрджина на стария път през Маказа (пунктът е напълно готов през 2012 година, но тежко срутване прекъсва пътя от гръцка страна) . Пунктът при с. Илинден е открит официално на 9 декември 2005 година в присъствието на българския президент Георги Първанов и гръцкия президент Каролос Папуляс.  Строежът е финансиран от програмата ФАР и е на стойност 18 милиона евро (9 за пътна инфраструктура, 5 за граничния пункт и 4 за изграждането на тунел). Тунелът между българската и гръцката страна служи за мост за преминаване на дивите мечки над шосето .
От 1 януари 2025 г. ГКПП се закрива. Преминава се без спиране на автомобила и показване на документи на вече бившия ГКПП, но със съобразена скорост, означена с пътни знаци. Сградният фонд и инфраструктурата се запазват, така че при необходимост да могат да бъдат отворени. Граничните полицаи имат право да спират за проверки на случаен принцип и с оглед анализ на риска. 
- ГКПП Илинден-Екзохи откъм Българската страна
- Тунелът между българския и гръцкия ГКПП, който представлява мечи надлез
- На излизане от тунела пред КПП Ексохи (Влизане в Гърция)